# Grote Prijs Stad Zottegem 1968
Il Grote Prijs Stad Zottegem 1968, trentatreesima edizione della corsa, si svolse il 20 agosto 1968 su un percorso di 150 km, con partenza e arrivo a Zottegem. Fu vinto dal belga Frans Melckenbeeck della Pull Over Centrale-Tasmanie-Novy davanti ai suoi connazionali Leopold Van den Neste e Theo Mertens.

## Ordine d'arrivo (Top 10)
| Pos. | Corridore             | Squadra                          | Tempo    |
| ---- | --------------------- | -------------------------------- | -------- |
| 1    | Frans Melckenbeeck    | Pull Over Centrale-Tasmanie-Novy | 4h07'26" |
| 2    | Leopold Van den Neste | Pull Over Centrale-Tasmanie-Novy |          |
| 3    | Theo Mertens          | Mann-Grundig                     |          |
| 4    | Roger Rosiers         | Mann-Grundig                     |          |
| 5    | Remi Van Vreckom      | Belgie B                         |          |
| 6    | Willy Donie           | Flandria-De Clercq-Kruger        |          |
| 7    | Michel Jacquemin      | Mann-Grundig                     |          |
| 8    | Marcel Kubacki        | Okay Whisky-Diamant-Geens        |          |
| 9    | Willy Demol           |                                  |          |
| 10   | André Chainniaux      | Okay Whisky-Diamant-Geens        |          |